# Торкунов, Семён Андрианович
Семён Андриа́нович Торкуно́в (10 февраля 1905, Аникинцы, Вятская губерния — 23 октября 1974, Москва) — генерал-лейтенант Советской Армии, участник Великой Отечественной и советско-японской войн.

## Биография
Семён Андрианович Торкунов родился 10 февраля 1905 года в деревне Аникинцы (ныне — Нагорский район Кировской области). В 1927 году был призван на службу в Рабоче-Крестьянскую Красную Армию. В 1934 году окончил Ростовский институт путей сообщения, в 1938 году — Военную академию имени М. В. Фрунзе. С 1941 года служил начальником штаба артиллерии армии. Участвовал в боях под Сталинградом. В 1943 году был отозван с фронта и направлен на должность начальника штаба артиллерии 2-го Дальневосточного фронта. Участвовал в советско-японской войне.
После окончания войны продолжил службу в Советской Армии, возглавлял штаб артиллерии Дальневосточного военного округа. В 1949 году окончил Военную академию Генерального штаба Вооружённых Сил СССР. В 1953—1956 годах находился в командировке в Румынии в качестве старшего военного советника командующего артиллерией Вооружённых Сил Румынии. Вернувшись в СССР, с марта 1957 года преподавал в Военной артиллерийской академии имени Ф. Э. Дзержинского, руководил кафедрами оперативно-тактической подготовки; оперативного искусства и боевого применения ракетной техники. Защитил кандидатскую диссертацию.
Автор свыше 80 научных работ в области боевой деятельности Ракетных войск стратегического назначения. Под его руководством было защищено около 50 кандидатских диссертаций. Многократно проводил исследовательские игры с обучаемыми. Участвовал в проведении крупных научно-исследовательских работ в области теории боевого применения войск. В 1968 году в звании генерал-лейтенанта вышел в отставку.
Проживал в Москве. Умер 23 октября 1974 года, похоронен на Введенском кладбище (29 уч.).

## Награды
- орден Ленина[1],
- два ордена Красного Знамени (27.8.1945[2], …[1]),
- два ордена Красной Звезды (29.3.1944[3], 12.4.1944[4]),
- медали[1], в том числе:
  - «За оборону Сталинграда» (31.3.1944)[5].